# Katie McCabe
Katie McCabe (Kilnamanagh, 21 settembre 1995) è una calciatrice irlandese, attaccante dell'Arsenal e della nazionale irlandese.

## Carriera

### Club
Katie McCabe, dopo aver giocato nelle formazioni giovanili del St. Francis nella prima parte della carriera, dal 2011 si trasferisce al Raheny United, squadra impegnata alla sua prima stagione nel neoistituito campionato Women's National League (WNL). Con la maglia bianconera della società con sede a Dublino nelle tre stagioni successive ha vinto due campionati nazionali e tre FAI Women's Cup, debuttando in UEFA Women's Champions League per la stagione 2013-2014, e in quella stessa stagione dovendo abbandonare il terreno di gioco per quattro mesi a causa di una frattura ad una gamba. Nel campionato 2014-2015, grazie alle 23 gol segnati, ottiene il secondo posto nella classifica marcatrici, a due reti dietro il capocannoniere Áine O'Gorman dell'UCD Waves.
Per la stagione 2015-16, McCabe è rimasta con il club nella sua nuova denominazione di Shelbourne Ladies. Nel dicembre 2015 ha firmato per il club londinese dell'Arsenal, respingendo le offerte da Glasgow City, Chelsea e Manchester City.
Nell'agosto 2017 McCabe si è poi trasferita al Glasgow City, in prestito, per la seconda metà della stagione della Premier League femminile scozzese.

### Nazionale
McCabe inizia ad essere convocata dalla federazione calcistica dell'Irlanda (Football Association of Ireland - FAI) dal 2010, inizialmente nella formazione under 17 impegnata nella fase di qualificazione all'Europeo 2011 di categoria, dove gioca tutti i tre incontri giocati dalla sua nazionale prima dell'eliminazione, siglando la rete del parziale 3-0 nell'incontro vinto sulle pari età dell'Macedonia, incontro poi terminato 4-0 per le irlandesi.

## Statistiche

### Cronologia presenze e reti in nazionale
| Cronologia completa delle presenze e delle reti in nazionale ― Irlanda | Cronologia completa delle presenze e delle reti in nazionale ― Irlanda | Cronologia completa delle presenze e delle reti in nazionale ― Irlanda | Cronologia completa delle presenze e delle reti in nazionale ― Irlanda | Cronologia completa delle presenze e delle reti in nazionale ― Irlanda | Cronologia completa delle presenze e delle reti in nazionale ― Irlanda | Cronologia completa delle presenze e delle reti in nazionale ― Irlanda | Cronologia completa delle presenze e delle reti in nazionale ― Irlanda |
| Data                                                                   | Città                                                                  | In casa                                                                | Risultato                                                              | Ospiti                                                                 | Competizione                                                           | Reti                                                                   | Note                                                                   |
| ---------------------------------------------------------------------- | ---------------------------------------------------------------------- | ---------------------------------------------------------------------- | ---------------------------------------------------------------------- | ---------------------------------------------------------------------- | ---------------------------------------------------------------------- | ---------------------------------------------------------------------- | ---------------------------------------------------------------------- |
| 1-3-2015                                                               | Budapest                                                               | Ungheria                                                               | 1 – 1                                                                  | Irlanda                                                                | Amichevole                                                             | -                                                                      |                                                                        |
| 4-3-2015                                                               | Košice                                                                 | Slovacchia                                                             | 2 – 0                                                                  | Irlanda                                                                | Amichevole                                                             | -                                                                      |                                                                        |
| 9-3-2015                                                               | Dublino                                                                | Irlanda                                                                | 0 – 2                                                                  | Austria                                                                | Amichevole                                                             | -                                                                      | 90+2’                                                                  |
| 11-3-2015                                                              | San José                                                               | Costa Rica                                                             | 1 – 2                                                                  | Irlanda                                                                | Amichevole                                                             | 1                                                                      |                                                                        |
| 8-4-2015                                                               | Getafe                                                                 | Spagna                                                                 | 1 – 0                                                                  | Irlanda                                                                | Amichevole                                                             | -                                                                      |                                                                        |
| 21-9-2015                                                              | Dublino                                                                | Irlanda                                                                | 0 – 2                                                                  | Finlandia                                                              | Qual. Euro 2017                                                        | -                                                                      | 75’                                                                    |
| 27-10-2015                                                             | Lisbona                                                                | Portogallo                                                             | 1 – 2                                                                  | Irlanda                                                                | Qual. Euro 2017                                                        | -                                                                      | 84’                                                                    |
| 23-1-2016                                                              | San Diego                                                              | Stati Uniti                                                            | 5 – 0                                                                  | Irlanda                                                                | Amichevole                                                             | -                                                                      | 46’                                                                    |
| 1-3-2016                                                               | Dherynia                                                               | Austria                                                                | 2 – 0                                                                  | Irlanda                                                                | Cyprus Cup 2016 - 1º turno                                             | -                                                                      | 73’                                                                    |
| 4-3-2016                                                               | Larnaca                                                                | Italia                                                                 | 1 – 1                                                                  | Irlanda                                                                | Cyprus Cup 2016 - 1º turno                                             | 1                                                                      |                                                                        |
| 7-3-2016                                                               | Paralimni                                                              | Irlanda                                                                | 0 – 1                                                                  | Ungheria                                                               | Cyprus Cup 2016 - 1º turno                                             | -                                                                      | 82’                                                                    |
| 9-3-2016                                                               | Paralimni                                                              | Irlanda                                                                | 2 – 0                                                                  | Finlandia                                                              | Cyprus Cup 2016 - Finale 7º posto                                      | -                                                                      |                                                                        |
| 7-4-2016                                                               | Podgorica                                                              | Montenegro                                                             | 0 – 4                                                                  | Irlanda                                                                | Qual. Euro 2017                                                        | -                                                                      | 46’                                                                    |
| 13-4-2016                                                              | Madrid                                                                 | Spagna                                                                 | 3 – 0                                                                  | Irlanda                                                                | Qual. Euro 2017                                                        | -                                                                      | 79’                                                                    |
| 3-6-2016                                                               | Tampere                                                                | Finlandia                                                              | 4 – 1                                                                  | Irlanda                                                                | Qual. Euro 2017                                                        | -                                                                      |                                                                        |
| 7-6-2016                                                               | Dublino                                                                | Irlanda                                                                | 9 – 0                                                                  | Montenegro                                                             | Qual. Euro 2017                                                        | -                                                                      | 46’                                                                    |
| 19-8-2016                                                              | Cardiff                                                                | Galles                                                                 | 0 – 0                                                                  | Irlanda                                                                | Amichevole                                                             | -                                                                      |                                                                        |
| 20-9-2016                                                              | Dublino                                                                | Irlanda                                                                | 0 – 1                                                                  | Portogallo                                                             | Qual. Euro 2017                                                        | -                                                                      | 69’                                                                    |
| 1-3-2017                                                               | Nicosia                                                                | Rep. Ceca                                                              | 0 – 2                                                                  | Irlanda                                                                | Cyprus Cup 2017 - 1º turno                                             | -                                                                      |                                                                        |
| 3-3-2017                                                               | Paralimni                                                              | Irlanda                                                                | 0 – 0                                                                  | Ungheria                                                               | Cyprus Cup 2017 - 1º turno                                             | -                                                                      |                                                                        |
| 6-3-2017                                                               | Larnaca                                                                | Irlanda                                                                | 1 – 0                                                                  | Galles                                                                 | Cyprus Cup 2017 - 1º turno                                             | 1                                                                      |                                                                        |
| 8-3-2017                                                               | Larnaca                                                                | Corea del Nord                                                         | 2 – 0                                                                  | Irlanda                                                                | Cyprus Cup 2017 - Finale 3º posto                                      | -                                                                      |                                                                        |
| 19-9-2017                                                              | Belfast                                                                | Irlanda del Nord                                                       | 0 – 2                                                                  | Irlanda                                                                | Qual. Mondiali 2019                                                    | -                                                                      | cap.                                                                   |
| 24-10-2017                                                             | Košice                                                                 | Slovacchia                                                             | 1 – 2                                                                  | Irlanda                                                                | Qual. Mondiali 2019                                                    | -                                                                      | cap. 71’                                                               |
| 28-11-2017                                                             | Nimega                                                                 | Paesi Bassi                                                            | 0 – 0                                                                  | Irlanda                                                                | Qual. Mondiali 2019                                                    | -                                                                      | cap.                                                                   |
| 6-4-2018                                                               | Dublino                                                                | Irlanda                                                                | 2 – 1                                                                  | Slovacchia                                                             | Qual. Mondiali 2019                                                    | -                                                                      | cap.                                                                   |
| 11-4-2018                                                              | Dublino                                                                | Irlanda                                                                | 0 – 2                                                                  | Paesi Bassi                                                            | Qual. Mondiali 2019                                                    | -                                                                      | cap. 52’                                                               |
| 7-6-2018                                                               | Dublino                                                                | Irlanda                                                                | 0 – 2                                                                  | Norvegia                                                               | Qual. Mondiali 2019                                                    | -                                                                      | cap.                                                                   |
| 12-6-2018                                                              | Stavanger                                                              | Norvegia                                                               | 1 – 0                                                                  | Irlanda                                                                | Qual. Mondiali 2019                                                    | -                                                                      | cap.                                                                   |
| 31-8-2018                                                              | Dublino                                                                | Irlanda                                                                | 4 – 0                                                                  | Irlanda del Nord                                                       | Amichevole                                                             | 2                                                                      | cap.                                                                   |
| 5-3-2019                                                               | Cardiff                                                                | Galles                                                                 | 0 – 1                                                                  | Irlanda                                                                | Amichevole                                                             | -                                                                      | cap.                                                                   |
| 10-4-2019                                                              | Reggio Emilia                                                          | Italia                                                                 | 2 – 1                                                                  | Irlanda                                                                | Amichevole                                                             | 1                                                                      | cap.                                                                   |
| 3-8-2019                                                               | Pasadena                                                               | Stati Uniti                                                            | 3 – 0                                                                  | Irlanda                                                                | Amichevole                                                             | -                                                                      | cap.                                                                   |
| 4-9-2019                                                               | Dublino                                                                | Irlanda                                                                | 2 – 0                                                                  | Montenegro                                                             | Qual. Euro 2022                                                        | 1                                                                      | cap.                                                                   |
| 8-10-2019                                                              | Dublino                                                                | Irlanda                                                                | 3 – 2                                                                  | Ucraina                                                                | Qual. Euro 2022                                                        | 1                                                                      | cap. 38’                                                               |
| 13-11-2019                                                             | Atene                                                                  | Grecia                                                                 | 1 – 1                                                                  | Irlanda                                                                | Qual. Euro 2022                                                        | -                                                                      | cap.                                                                   |
| 5-3-2020                                                               | Dublino                                                                | Irlanda                                                                | 1 – 0                                                                  | Grecia                                                                 | Qual. Euro 2022                                                        | -                                                                      | cap.                                                                   |
| 11-3-2020                                                              | Podgorica                                                              | Montenegro                                                             | 0 – 3                                                                  | Irlanda                                                                | Qual. Euro 2022                                                        | 1                                                                      | cap.                                                                   |
| 20-9-2020                                                              | Essen                                                                  | Germania                                                               | 3 – 0                                                                  | Irlanda                                                                | Qual. Euro 2022                                                        | -                                                                      | cap.                                                                   |
| 23-10-2020                                                             | Kiev                                                                   | Ucraina                                                                | 1 – 0                                                                  | Irlanda                                                                | Qual. Euro 2022                                                        | -                                                                      | cap. 67’                                                               |
| 1-12-2020                                                              | Dublino                                                                | Irlanda                                                                | 1 – 3                                                                  | Germania                                                               | Qual. Euro 2022                                                        | 1                                                                      | cap.                                                                   |
| 8-4-2021                                                               | Dublino                                                                | Irlanda                                                                | 0 – 1                                                                  | Danimarca                                                              | Amichevole                                                             | -                                                                      | cap.                                                                   |
| 13-4-2021                                                              | Bruxelles                                                              | Belgio                                                                 | 1 – 0                                                                  | Irlanda                                                                | Amichevole                                                             | -                                                                      | cap.                                                                   |
| 15-6-2021                                                              | Reykjavík                                                              | Islanda                                                                | 2 – 0                                                                  | Irlanda                                                                | Amichevole                                                             | -                                                                      | cap.                                                                   |
| 18-9-2021                                                              | Dublino                                                                | Irlanda                                                                | 3 – 2                                                                  | Australia                                                              | Amichevole                                                             | -                                                                      | cap.                                                                   |
| 21-10-2021                                                             | Dublino                                                                | Irlanda                                                                | 0 – 1                                                                  | Svezia                                                                 | Qual. Mondiali 2023                                                    | -                                                                      | cap.                                                                   |
| 26-10-2021                                                             | Helsinki                                                               | Finlandia                                                              | 1 – 2                                                                  | Irlanda                                                                | Qual. Mondiali 2023                                                    | -                                                                      | cap.                                                                   |
| 25-11-2021                                                             | Dublino                                                                | Irlanda                                                                | 1 – 1                                                                  | Slovacchia                                                             | Qual. Mondiali 2023                                                    | 1                                                                      | cap.                                                                   |
| 30-11-2021                                                             | Dublino                                                                | Irlanda                                                                | 11 – 0                                                                 | Georgia                                                                | Qual. Mondiali 2023                                                    | 2                                                                      | cap.                                                                   |
| 12-4-2022                                                              | Göteborg                                                               | Svezia                                                                 | 1 – 1                                                                  | Irlanda                                                                | Qual. Mondiali 2023                                                    | 1                                                                      | cap.                                                                   |
| 27-6-2022                                                              | Tbilisi                                                                | Georgia                                                                | 0 – 9                                                                  | Irlanda                                                                | Qual. Mondiali 2023                                                    | 3                                                                      | cap.                                                                   |
| 1-9-2022                                                               | Dublino                                                                | Irlanda                                                                | 1 – 0                                                                  | Finlandia                                                              | Qual. Mondiali 2023                                                    | -                                                                      | cap.                                                                   |
| 6-9-2022                                                               | Bratislava                                                             | Slovacchia                                                             | 0 – 1                                                                  | Irlanda                                                                | Qual. Mondiali 2023                                                    | -                                                                      | cap.                                                                   |
| 10-10-2022                                                             | Glasgow                                                                | Scozia                                                                 | 0 – 1                                                                  | Irlanda                                                                | Qual. Mondiali 2023                                                    | -                                                                      | cap. 78’                                                               |
| 22-2-2023                                                              | Harbin                                                                 | Cina                                                                   | 0 – 0                                                                  | Irlanda                                                                | Amichevole                                                             | -                                                                      | cap.                                                                   |
| 8-4-2023                                                               | Göteborg                                                               | Svezia                                                                 | 2 – 0                                                                  | Irlanda                                                                | Amichevole                                                             | -                                                                      | cap.                                                                   |
| 12-4-2023                                                              | Saint Louis                                                            | Stati Uniti                                                            | 1 – 0                                                                  | Irlanda                                                                | Amichevole                                                             | -                                                                      | cap.                                                                   |
| 6-7-2023                                                               | Dublino                                                                | Irlanda                                                                | 0 – 3                                                                  | Francia                                                                | Amichevole                                                             | -                                                                      | cap. 31’                                                               |
| 20-7-2023                                                              | Sydney                                                                 | Australia                                                              | 1 – 0                                                                  | Irlanda                                                                | Mondiali 2023 - 1º turno                                               | -                                                                      | cap.                                                                   |
| 26-7-2023                                                              | Perth                                                                  | Canada                                                                 | 2 – 1                                                                  | Irlanda                                                                | Mondiali 2023 - 1º turno                                               | 1                                                                      | cap. 90+7’                                                             |
| 31-7-2023                                                              | Brisbane                                                               | Irlanda                                                                | 0 – 0                                                                  | Nigeria                                                                | Mondiali 2023 - 1º turno                                               | -                                                                      | cap. 69’                                                               |
| 23-9-2023                                                              | Dublino                                                                | Irlanda                                                                | 3 – 0                                                                  | Ungheria                                                               | UEFA Women's Nations League 2023-2024 - 1º turno                       | -                                                                      | cap.                                                                   |
| 26-9-2023                                                              | Budapest                                                               | Ungheria                                                               | 0 – 4                                                                  | Irlanda                                                                | UEFA Women's Nations League 2023-2024 - 1º turno                       | 1                                                                      | cap.                                                                   |
| 27-10-2023                                                             | Dublino                                                                | Irlanda                                                                | 5 – 1                                                                  | Albania                                                                | UEFA Women's Nations League 2023-2024 - 1º turno                       | 3                                                                      | cap.                                                                   |
| 1-12-2023                                                              | Dublino                                                                | Irlanda                                                                | 1 – 0                                                                  | Ungheria                                                               | UEFA Women's Nations League 2023-2024 - 1º turno                       | -                                                                      | cap.                                                                   |
| 5-12-2023                                                              | Belfast                                                                | Irlanda del Nord                                                       | 1 – 6                                                                  | Irlanda                                                                | UEFA Women's Nations League 2023-2024 - 1º turno                       | 1                                                                      | cap.                                                                   |
| 23-2-2024                                                              | Firenze                                                                | Italia                                                                 | 0 – 0                                                                  | Irlanda                                                                | Amichevole                                                             | -                                                                      | cap.                                                                   |
| 27-2-2024                                                              | Dublino                                                                | Irlanda                                                                | 0 – 2                                                                  | Galles                                                                 | Amichevole                                                             | -                                                                      | cap. 73’                                                               |
| 5-4-2024                                                               | Metz                                                                   | Francia                                                                | 1 – 0                                                                  | Irlanda                                                                | Qual. Euro 2025                                                        | -                                                                      | cap.                                                                   |
| 9-4-2024                                                               | Dublino                                                                | Irlanda                                                                | 0 – 2                                                                  | Inghilterra                                                            | Qual. Euro 2025                                                        | -                                                                      | cap. 90+2’                                                             |
| 31-5-2024                                                              | Dublino                                                                | Irlanda                                                                | 0 – 3                                                                  | Svezia                                                                 | Qual. Euro 2025                                                        | -                                                                      | cap.                                                                   |
| 4-6-2024                                                               | Solna                                                                  | Svezia                                                                 | 1 – 0                                                                  | Irlanda                                                                | Qual. Euro 2025                                                        | -                                                                      | cap. 66’                                                               |
| 16-7-2024                                                              | Dublino                                                                | Irlanda                                                                | 3 – 1                                                                  | Francia                                                                | Qual. Euro 2025                                                        | -                                                                      | cap.                                                                   |
| 25-10-2024                                                             | Tbilisi                                                                | Georgia                                                                | 0 – 6                                                                  | Irlanda                                                                | Qual. Euro 2025                                                        | 2                                                                      | cap.                                                                   |
| 29-10-2024                                                             | Dublino                                                                | Irlanda                                                                | 3 – 0                                                                  | Georgia                                                                | Qual. Euro 2025                                                        | 1                                                                      | cap. 72’                                                               |
| 21-2-2025                                                              | Dublino                                                                | Irlanda                                                                | 1 – 0                                                                  | Turchia                                                                | UEFA Women's Nations League 2025 - 1º turno                            | -                                                                      | cap. 80’                                                               |
| 4-4-2025                                                               | Candia                                                                 | Grecia                                                                 | 0 – 4                                                                  | Irlanda                                                                | UEFA Women's Nations League 2025 - 1º turno                            | -                                                                      | 46’ 55’                                                                |
| 30-5-2025                                                              | Istanbul                                                               | Turchia                                                                | 1 – 2                                                                  | Irlanda                                                                | UEFA Women's Nations League 2025 - 1º turno                            | 1                                                                      | cap. 87’                                                               |
| 3-6-2025                                                               | Cork                                                                   | Irlanda                                                                | 1 – 0                                                                  | Slovenia                                                               | UEFA Women's Nations League 2025 - 1º turno                            | -                                                                      | cap.                                                                   |
| Totale                                                                 |                                                                        | Presenze                                                               | 81                                                                     |                                                                        | Reti                                                                   | 27                                                                     |                                                                        |

## Palmarès

### Club

#### Competizioni nazionali
- Campionato irlandese: 2

Raheny United: 2012-2013, 2013-2014
- Campionato inglese: 1

Arsenal: 2018-2019
- Coppa d'Irlanda femminile: 2

Raheny United: 2012, 2013
- Women's FA Cup: 1

Arsenal: 2015-2016
- FA Women's League Cup: 2

Arsenal: 2022-2023, 2023-2024

#### Competizioni internazionali
- UEFA Women's Champions League: 1

Arsenal: 2024-2025